# توم غالاشر
توم غالاشر (بالإنجليزية: Tom Gallacher)‏ هو كاتب مسرحي بريطاني، ولد في 16 فبراير 1934، وتوفي في 27 أكتوبر 2001.

## وصلات خارجية
- توم غالاشر على موقع IMDb (الإنجليزية)